# Serica tantula
Serica tantula är en skalbaggsart som beskrevs av Dawson 1922. Serica tantula ingår i släktet Serica och familjen Melolonthidae. Inga underarter finns listade i Catalogue of Life.